# Torrelavit
Torrelavit – gmina w Hiszpanii, w prowincji Barcelona, w Katalonii, o powierzchni 23,68 km². W 2011 roku gmina liczyła 1392 mieszkańców.